# Alajuela (kanton)
Alajuela is een gemeente (cantón) in Costa Rica die onder meer de stad Alajuela omvat. Ze heeft een oppervlakte van 390 km² en een bevolking van bijna 300.000 inwoners en is dus de tweede grootste gemeente van het land, na de hoofdstad.
De stad is de geboorteplaats van de Costa Ricaanse strijder Juan Santamaría. Ze ligt dicht bij de Internationale luchthaven Juan Santamaría en heeft snelle en regelmatige busdiensten naar de op twintig kilometer gelegen hoofdstad San José.
De gemeente is onderverdeeld in veertien deelgemeenten (distrito) :
Alajuela (de eigenlijke stad), Carrizal, Desamparados, Garita, Guácima, Río Segundo, Sabanilla, San Antonio, San Isidro, San José, San Rafael, Sarapiquí, Tambor en Turrúcares.

## Stedenbanden
- Guadalajara (Mexico)
- Lahr (Duitsland), sinds 2006

## Geboren
- Álvaro Mesén (24 december 1972), voetballer
- Luis Marín (10 augustus 1974), voetballer

Alajuela · Atenas · Los Chiles · Guatuso · Grecia · Naranjo · Orotina · Palmares · Poás · San Carlos · San Mateo · San Ramón · Sarchí · Upala · Zarcero